# Sant Pere de Gombrèn
Sant Pere de Gombrèn és una obra del municipi de Gombrèn (Ripollès) inclosa en l'Inventari del Patrimoni Arquitectònic de Catalunya.

## Descripció
Es tracta d'un edifici d'una sola nau i capelles laterals, cobert amb volta i decorat en estil barroc tardà. Al presbiteri hi ha un retaule barroc senzill, a la part esquerra la sagristia i a la dreta la capella Santíssima, decorada modernament amb fusta i els murs repicats deixant la pedra a vista. A la segona capella de l'esquerra es troba un interessant retaule pel seu barroc popular, actualment dedicat a Immaculada, però que per la seva simbologia deuria ser originalment dedicat a Santa Bàrbara, ja que s'hi troben esculpits la torre i la palma, atributs de la Santa màrtir. Al cor s'hi accedeix per l'escala que puja al campanar. La façana és senzilla i els elements més importants i amb estil, són la porta i una finestra octogonal que es troba al seu damunt. Al cantó esquerre hi resta, molt malmesa, una meridiana solar que degué caure en desús en col·locar el rellotge al campanar. Aquest és situat a la dreta de la façana, i fent-en una lectura, hom pot veure per les petites obertures situades a l'esquerra, i que són simètriques a la del campanar, i que fa pressuposar que en el projecte original, en deurien haver dos campanars, però només un es va dur a terme. La teulada és de teula àrab.
A la primera capella a l'esquerra hi ha el grup escultòric de la Mare de Déu dels Dolors, de la segona meitat del segle xviii.

## Història
L'església de S. Pere de Gombrèn va ésser construïda sobre una altra primitiva que ja existia al S.XV i que era dedicada a Sta. Magdalena. Sobre la porta principal hi ha la data de 1725. L'església es construí en passar la parròquia de Gombrèn a aquest lloc, ja que abans depenia de St. Pere de Mogrony. La va construir l'arquitecte Josep Moretó, el seu estil és barroc, encara que amb una interpretació molt popular.